# Jacques-François Grout de Saint-Georges
Pour les articles homonymes, voir Grout et Chevalier de Saint-George.
Jacques-François Grout, seigneur de Saint-Georges, né le 17 septembre 1704 à Saint-Malo et tué le 24 janvier 1763 à bord du vaisseau Le Fortuné, qui se trouvait alors dans le canal de Mozambique, est un aristocrate et officier de marine français du XVIIIe siècle. 
Il se distingue dans la Marine royale pendant la guerre de Succession d'Autriche, en particulier lors de son fameux combat au large du cap Finisterre dans l'escadre du marquis de La Jonquière contre la flotte anglaise de l'amiral Anson.
Il commande à cette occasion L'Invincible, 74 canons, qui livre un combat aussi acharné que désespéré à toute l'escadre anglaise. Ce beau et puissant navire, sorti depuis peu des chantiers navals (1744) montre sa valeur et ne se rend qu'après huit heures de combat, ses munitions étant épuisées. Le chevalier de Saint-Georges, qui commande l’Invincible aurait fait tirer en chargeant les canons avec son argenterie.
Il fait à nouveau la démonstration de sa bravoure lors de la guerre de Sept Ans au cours de laquelle il est chargé de protéger les îles de France et de Bourbon. Il parvient au grade de chef d'escadre des armées navales.

## Biographie

### Origines et famille
Jacques-François Grout de Saint-Georges descend de la famille Grout, qui a une origine commune avec celle de Grotius, en Hollande, dont le nom en français est Grout, et en hollandais Groot. Cette famille a donné des bourgmestres et des pensionnaires à la République des Provinces-Unies ; des ambassadeurs envoyés dans plusieurs cours de l'Europe et plusieurs savants et hommes de lettres.
Les historiens divergent quant à la date d'installation des Grout en France. Pour Viton de Saint-Allais, un des descendants de cette famille, Josselin Grout, passe de Hollande à Saint-Malo, en 1430, et s'y établit. Lorsque le roi François Ier, vint en Bretagne, en octobre 1518, il fait tenir en son nom, sur les fonts de baptême, par Galeas de Saint-Severin, Grand écuyer de France, le fils de Jean Grout, l'un des principaux habitants de Saint-Malo ; à cette occasion, le roi accorde plusieurs privilèges à la famille de Grout, et ajoute à l'écusson de ses armes trois fusées de gueules,.
Pour Levot, Michaud et l'abbé Manet, l'arrivée des Grout serait plus tardive. Vers 1455, Dideric Groot (1425-?), bourgmestre de Delft, et grand-oncle du Grotius banni de Hollande à la suite d'une rébellion contre Maurice de Nassau, comte de Charolais alors stathouder, aurait trouvé un asile d'abord à Jersey, où il fait creuser le petit port de Grout-Ville (dont l'orthographe a évolué depuis en Grouville), avant de venir s'établir dans la ville Saint-Malo,,. À noter que François Grout, sieur de Closneuf, était le commandant d'un des bateaux de la Compagnie française des mers orientales (1601).
Le père de Jacques-François Grout est procureur du roi en l'amirauté de Saint-Malo, et sa mère Anne-Françoise de La Haye. De cette union naissent cinq enfants :
- Bernard Grout, seigneur de Campaneux (5 septembre 1702-), dit « le commandeur Grout », brigadier des armées du roi, chevalier de l'ordre royal et militaire de Saint-Louis, de l'ordre royal de Notre-Dame du Mont-Carmel et de Saint-Lazare de Jérusalem, mort sans alliance ;
- X. dit l'« abbé Grout », grand-vicaire de Saint-Omer ;
- Jacques-François Grout, seigneur de Saint-Georges ;
- Marie Thérèse Grout, épouse de Guillaume Magon du Clos-Doré, lieutenant-colonel garde côte de Cancale (fils de Nicolas Magon II de La Chipaudière) ;
- François-Nicolas Grout, seigneur de la Grassinais, capitaine-général garde-côte au département de Cancale, marié à Marie-Anne Gardin.

### Carrière militaire dans la Marine royale

#### Jeunesse et débuts au service de la Compagnie des Indes
Jacques-François Grout naît à Saint-Malo, le 27 septembre 1704, et est baptisé le 29 du même mois. Entré à l'âge de seize ans au service de la Compagnie française des Indes orientales, il navigue en sous-ordre sur les vaisseaux de cette compagnie entre 1720 et 1734, époque à laquelle il est appelé à les commander en chef.
Lors d'un voyage en compagnie de M. Danycan, à Canton, en Chine, lorsqu'un violent incendie éclate en cette ville. Apprenant le désastre les deux Malouins accourent aussitôt avec leur équipage; et parviennent à sauver la plus grande partie de cette cité. L'empereur ayant su ce qu'avaient fait en cette occasion les Français, leur envoie en remerciement, un pain d'or, un autre d'argent, et une certaine quantité de thé impérial, nommé ainsi parce qu'il était réservé pour l'usage particulier de la cour du souverain.

#### Guerre de Succession d'Autriche (1740-1748)
Il revenait, en 1744, de son huitième voyage aux Indes ou à la Chine, lorsqu'il reçoit en route la nouvelle de la déclaration de guerre entre l'Angleterre et la France. Ayant relâché à Louisbourg sur l'île Royal, suivant ses instructions, il y trouve de nouveaux ordres lui demandant d'armer son vaisseau en guerre et d'escorter en France la flotte du Canada et des Indes, avec trois vaisseaux du roi et un de la Compagnie, aussi armé en guerre. Séparé par une tempête des vaisseaux de guerre deux jours seulement après son départ, Saint-Georges parvient le premier de tous en France sans que les flottes ou escadres anglaises qu'il lui avait fallu éviter ne lui causent de dommages.
Vers la fin de 1746, le roi ayant accordé à la compagnie trois vaisseaux de guerre pour escorter ceux qu'elle armait et pour soutenir ses établissements dans l'Inde, le ministre de la Marine Maurepas lui en donne le commandement en chef avec la commission de capitaine de vaisseau pour la campagne. Le 1er mars 1747, il est associé à l'ordre royal et militaire de Saint-Louis, avec permission d'en porter la croix jusqu'au temps où il serait reçu chevalier ; ce qui n'avait pu lui être accordé à cette époque, par défaut de service.

##### Mission d'escorte dans l'Atlantique, mars-avril 1747

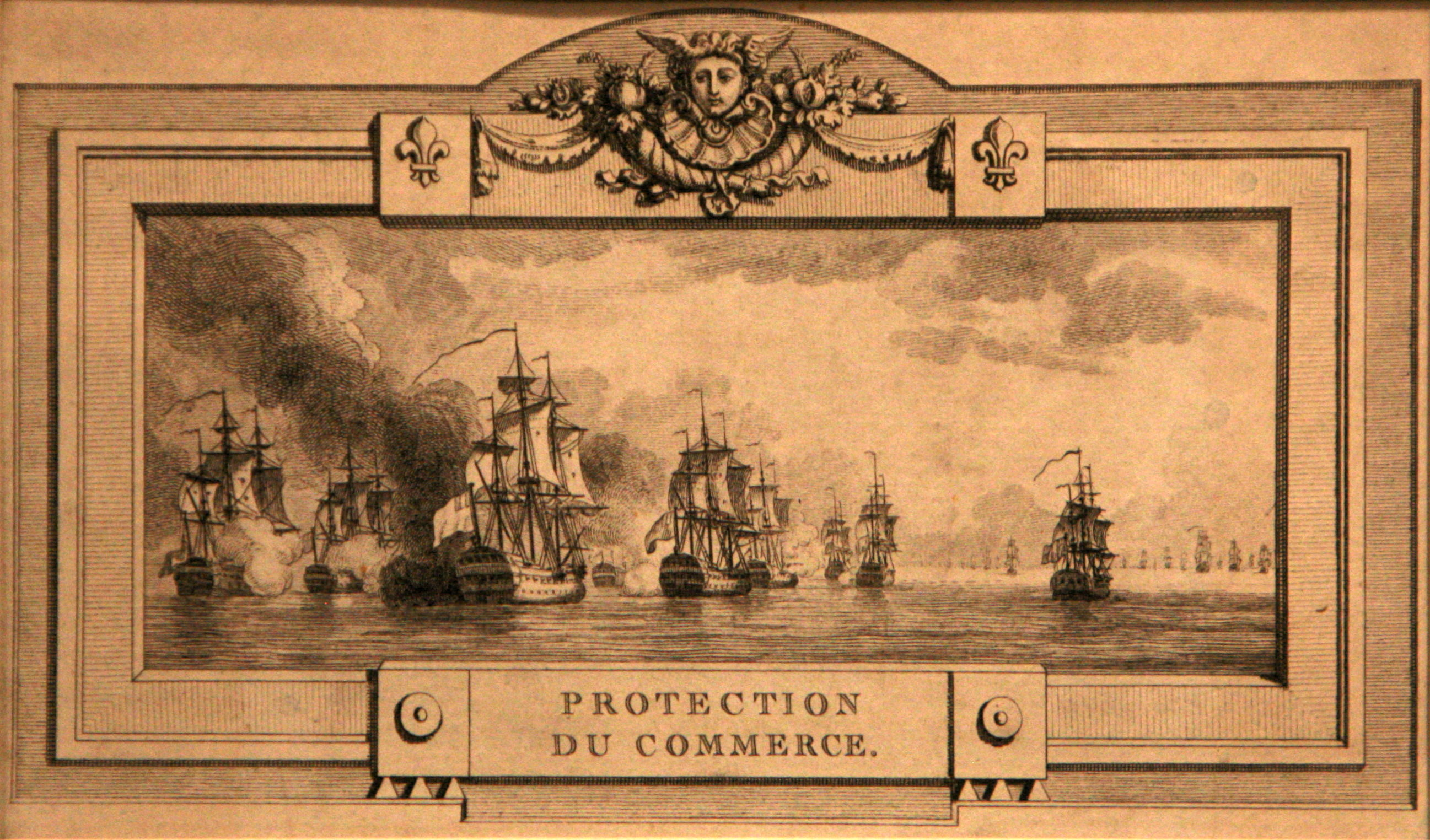
Pendant la guerre de Succession d'Autriche, la protection du commerce est l'une des missions essentielles de la marine française.

Ces trois vaisseaux sont L'Invincible de 74 canons, Le Lys de 64 canons et Le Jason de 50 canons. Son armement terminé, non sans peine, il appareille le 27 mars 1747 de la rade de Groix bien qu'à sa connaissance 5 vaisseaux de guerre anglais croisaient entre Penmarch et l'île de Sein. Malgré toutes les précautions qu'il avait prises depuis la veille pour les éviter, il aperçoit dès le lever du jour ces cinq vaisseaux au vent et venant droit à lui. Ayant promptement rallié son convoi, il serre le vent un moment vers l'ennemi et met en panne pour l'attendre sur une ligne formée par les trois vaisseaux de guerre et les vaisseaux de la Compagnie dans leurs intervalles. Les Anglais déconcertés par les manœuvres de Saint-Georges arrivent sur-le-champ vent arrière non pour l'attaquer comme il s'y attendait mais pour prendre à toutes voiles dans l'autre bord la route de l'Angleterre. Délivré de ce premier péril, Saint-Georges n'était pourtant pas hors de tout danger. Un jour de vent favorable lui était nécessaire pour s'y soustraire entièrement mais assailli dès le lendemain par une tempête qui dure jusqu'au 9 avril, il perd la frégate La Légère qui est engloutie. Bravant tous les dangers, il se jette dans un canot et parvient à recueillir les matelots de La Légère qui tentaient de se soustraire à ce désastre soit en nageant soit en se soutenant sur des débris. Malgré tous ses efforts, des 120 hommes qui composaient l'équipage de La Légère, il ne réussit à en sauver que treize dont deux succombèrent en arrivant à son bord. Le naufrage a lieu le 29 mars, Saint-Georges eut encore à lutter non seulement contre la tempête mais contre l'insubordination de ses capitaines qui voulaient relâcher. Le 5 avril, pendant qu'il profitait d'un moment de calme pour réparer ses vaisseaux et ôter à ses capitaines tout prétexte de relâche les vigies signalèrent quelques vaisseaux ennemis qui semblaient observer la flotte et dont plusieurs même passent au milieu d'elle la nuit suivante. Ce surcroît de danger fait redoubler Saint-Georges de soins et d'attention pour ne pas perdre de vue un seul de ses vaisseaux et veiller à ce qu'ils ne s'écartent pas les uns des autres. Pour comble d'infortune au moment où il croyait, après huit jours de tempête, trouver des vents favorables qui lui auraient permis de profiter des légères réparations faites en grande hâte à quelques-uns de ses vaisseaux, la brise recommence à souffler avec force et est accompagnée le 6 et le 7 avril d'un brouillard épais qui ne permettait de rien distinguer. Il doit alors se résoudre à tenir la même bordée de peur de perdre sa flotte dans l'obscurité et avec la seule perspective de relâcher à l'île d'Aix si le même temps continuait,.
Il manœuvrait ainsi lorsque, le 8 avril, à la pointe du jour il entend un grand bruit de canon sous le vent sans toutefois pouvoir rien découvrir, tant la brume et le brouillard étaient épais. Il arriva aussitôt au bruit et s'étant approché, il reconnait une frégate anglaise qui, à la faveur de l'obscurité, s'était glissée au milieu de la flotte et avait attaqué, à l'improviste, L'Auguste un vaisseau de la Compagnie, chargé d'une cargaison de près de 2 millions de livre. L'Auguste prenant cette frégate pour un des navires du convoi français s'était laissé surprendre et malgré tous les efforts du capitaine pour rassurer son équipage effrayé il allait infailliblement tomber au pouvoir de l'ennemi si Saint-Georges, tombant sur son adversaire, ne l'avait pas contraint à lâcher prise et à s'enfuir à toutes voiles. Pendant la chasse d'une lieue qu'il lui appuya L'Auguste qui avait reçu quatre boulets à sa ligne de flottaison, alla, escorté par un autre vaisseau, s'échouer dans l'Erdre, la rivière de Nantes. Réduit à huit vaisseaux et la brume ayant encore continué toute la journée et la nuit suivante, Saint-Georges se trouve embarrassé ses manœuvres l'ayant entrainé près d'une côte dont il redoutait l'approche, et dont la sonde ne révélait que trop la proximité. En effet, le 9 avril à 7 h 0 du matin, il se trouve à un quart de lieue des rochers de Belle-Île-en-Mer et il aurait fait naufrage sans un rayon de lumière qui, venant à propos, lui permet de découvrir le danger. Après avoir évité de peu les écueils, il va mouiller sur la rade sans pour ainsi dire la voir grâce à l'adresse de son pilote côtier. Il n'a alors plus que quatre vaisseaux, dont deux étaient très endommagés, les ayant pris leur parti dans la nuit sans doute par crainte de se perdre. Ayant acquis la certitude qu'aucun de ses vaisseaux n'avait relâché à Lorient, il se met en devoir d'aller à l'île d'Aix et chemin faisant il rencontre le Petit Chasseur, vaisseau de la Compagnie, entièrement abandonné voguant seul et n'ayant littéralement à bord autre chose qu'un chat,.
Saint-Georges n'avait été devancé sur la rade de l'île d'Aix que par Le Jason et 3 autres vaisseaux de la Compagnie tous fort avariés.

##### Bataille du cap Finisterre, 14 mai 1747

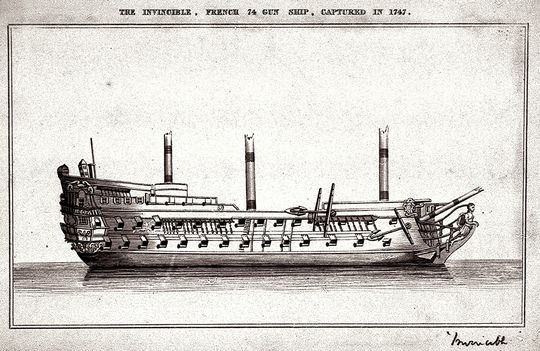
L’Invincible, démâté dans un port anglais. Le vaisseau de 74 canons n'a été saisi qu'après 8 heures de combat et l'épuisement de ses munitions.

À son arrivée, il trouve Monsieur de La Jonquière, chef d'escadre qui allait avec deux vaisseaux de guerre et deux frégates escorter au Canada un convoi de 40 vaisseaux marchands et qui lui propose de l'attendre quelques jours pour qu'ils puissent faire voile de conserve jusqu'au cap Finisterre et se renforcer ainsi mutuellement. Saint-Georges accepte cette proposition mais, retenus par des vents contraires, ils ne peuvent appareiller que le 10 mai. Malheureusement pour eux, ils font une route différente de celle qu'ils avaient convenue et cela par crainte des vents contraires. Parvenus le 12 en vue de la côte d'Espagne, ils naviguent tout le long à douze ou quinze lieues au large pour doubler le cap Ortegal. Les vents s'étant rangés au nord assez frais pendant la nuit ils sont obligés de prendre de ce côté un peu plus qu'ils ne s'y étaient attendus. Le 14, à 7 h 0 du matin, les vigies signalent de 8 à 10 vaisseaux qui restaient du N-E à l'E-N-E et au vent de la flotte française. En moins d'une heure on en compte 17. Suivant l'estime de la Jonquière, le cap Ortegal lui restait alors à l'E-S-E par quatorze lieues environ de distance. Après divers incidents l'escadre anglaise prend position. Cette escadre, placée sous les ordres du contre-amiral Anson et du contre-amiral Warren, croisait à la hauteur du cap Finisterre dans le triple but d'intercepter le convoi escorté par La Jonquière celui de Saint-Georges et celui que Dubois de La Motte ramenait de Saint-Domingue. La flotte anglaise est alors composée de 14 vaisseaux de ligne, une frégate, un senau et un brûlot. La Jonquière voyant l'engagement inévitable passe aussi promptement que possible de l'ordre de retraite à celui de bataille et attend audacieusement, tribord amures, ses nombreux et formidables adversaires. Le Diamant de 52 canons et 400 hommes d'équipage, capitaine Hocquart, formait sa tête de colonne L'Invincible de 74 canons et 650 hommes d'équipage, capitaine de Saint Georges, suivait Le Sérieux de 64 canons et 490 hommes d'équipage, les passagers compris, gouvernait dans ces eaux il était monté par La Jonquière, capitaine de pavillon d'Aubigny, Le Jason de 50 canons et 250 d'équipage capitaine Beccard de Saint-Malo, naviguait en serre-file. Les autres bâtiments qui complétaient la faible ligne française étaient la frégate La Gloire de 40 canons et 330 hommes d'équipage, capitaine de Soliès, les vaisseaux de la Compagnie le Philibert et l'Apollon de 30 canons et 150 hommes d'équipage chacun, capitaines Larr et Noël, la frégate la Chimère de 36 canons et 150 hommes d'équipage, la flûte le Rubis de 26 canons et 300 hommes d'équipage, capitaine Macarty, la Thétis de 22 canons et 90 hommes d'équipage, capitaine Masson, le Vigilant de 20 canons et 90 hommes d'équipage, capitaine Vaunellon, et le Modeste de 48 canons et 80 hommes d'équipage, capitaine Tiercelin.

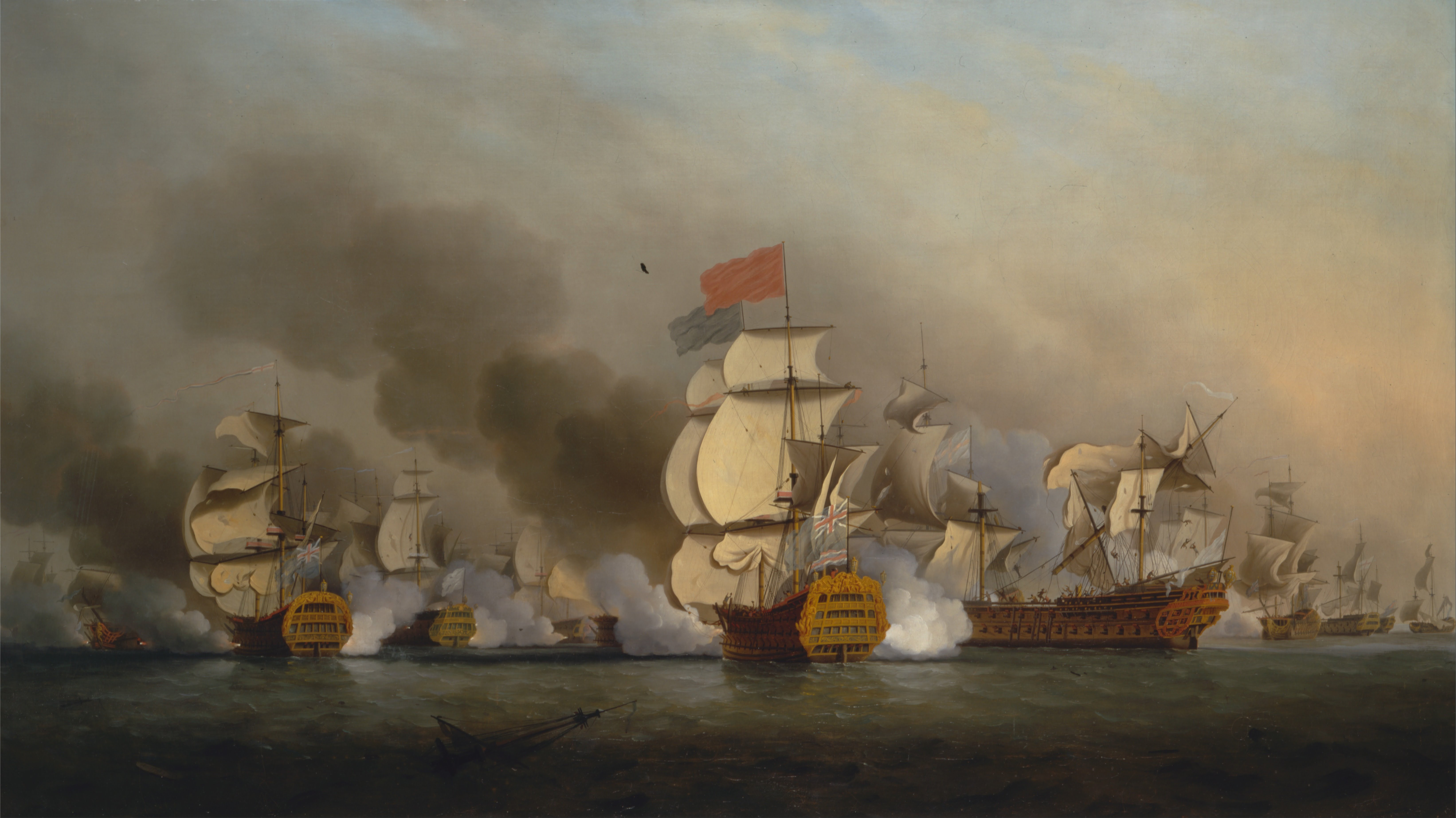
Les vaisseaux de La Jonquière se sacrifient pour sauver le convoi vers le Canada.

L'amiral anglais ouvre le feu. Après quelques bordées que tirent tant en retraite que par le travers les vaisseaux français qui étaient à portée, l'Apollon et la Thétis amènent leur pavillon. Déjà réduits à sept, les vaisseaux français avaient en outre à lutter chacun contre plus de deux adversaires d'une force double. Cette inégalité s'accroit encore bientôt. Le Jason partage sans tarder le sort de l'Apollon et de la Thétis. Le Rubis bien qu'attaqué par deux vaisseaux ne se rend pas aussi promptement. Quarante hommes de son équipage avaient été tués et trente blessés deux boulets avaient atteint son mât de misaine qui menaçait de tomber, d'autres l'avaient percé à sa ligne de flottaison et son entrepont était entièrement noyé. La Gloire résiste plus long temps encore. Quoique vigoureusement attaquée par deux vaisseaux elle prolonge sa défense jusqu'à 19 h 0 et ne se rend que quand la majeure partie de son équipage avait tuée ou blessée, que ses mâts et ses vergues avaient été coupés, ses manœuvres hachés et sa cale remplie d'eau. Aux prises avec trois vaisseaux, dont il démâte un de son grand mât de hune, Le Sérieux y couvert par une pluie de mitraille avait, à 18 h 30, toutes ses manœuvres hachées et ses voiles en lambeaux. Son grand mât était percé de part en part en trois endroits celui de misaine en deux, le beaupré en trois, l'artimon en deux son grand mât de hune chancelait et sa grande vergue était abattue. Malgré ces avaries et quoiqu'un boulet eût enlevé La Clocheterie, capitaine en second du Sérieux, quoique La Jonquière lui-même ait été atteint d'une balle au cou, il ne voulut entendre parler de se rendre que quand on vint lui annoncer que le Sérieux dont l'entrepont était plein d'eau avait reçu trois coups de canon du côté où la batterie était engagée et qu'il allait couler bas. Il fait aussitôt sonder la cale et il apprend qu'elle a cinq pieds et demi d'eau et que les canonniers se noyaient dans la batterie. Réduit à la moitié de son équipage, il ne croit pas devoir sacrifier le reste en pure perte et il se résigne à amener. Le Diamant qui, dès le commencement de l'action avait tenu tête à deux vaisseaux et qui criblé de boulets avait été démâté de son mât de misaine combat encore, mais, succombant enfin sous le feu du grand nombre de ses adversaires, il se rend alors que ras comme un ponton et troué sur tous les points de sa carène. Il n'est plus pour les Anglais qu'une capture, si embarrassante qu'ils délibèrent pendant la nuit pour savoir s'ils ne l'abandonneraient pas.

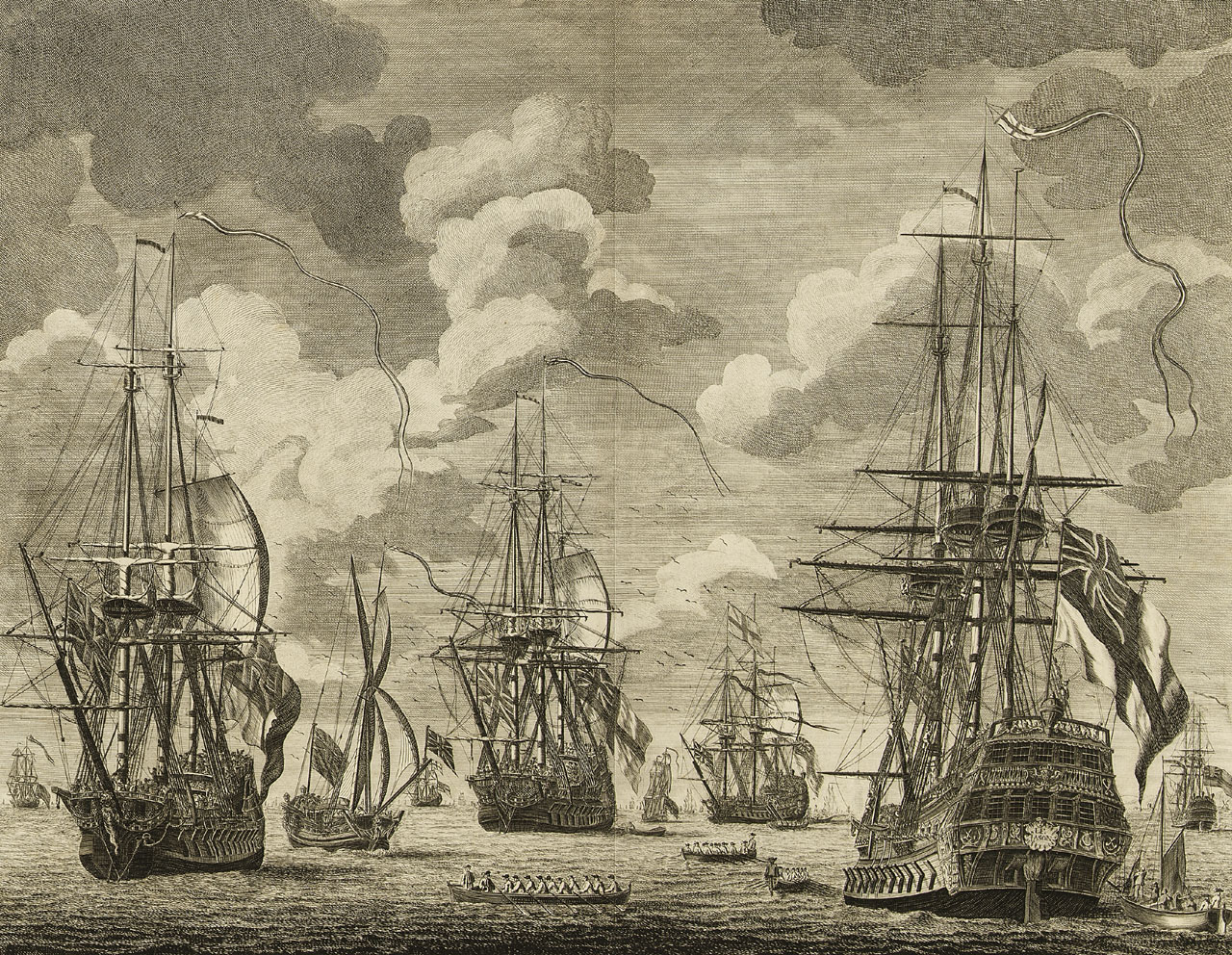
Trois des six vaisseaux français capturés, le Rubis, le Diamant et le Jason. Ils sont intégrés dans la Royal Navy, comme nous le montre cette gravure de 1750.

L'Invincible lutte désormais seul contre toute l'escadre britannique. Debout sur ses ponts couverts de sang, Saint-Georges voit tomber à ses côtés ses officiers et la majeure partie de son équipage, rien ne l'ébranle. Cependant l'eau pénètre dans la cale, elle monte rapidement dans peu d'instants le vaisseau sera englouti. Un bruit épouvantable se fait entendre son grand mât tombe entraînant dans sa chute le perroquet de fougue et n'offre plus à la vue qu un tronçon de six pieds au-dessus des étambrais. Les équipages anglais font retentir l'air des « hourra » répétés. Les Français y répondent par les cris de « Vive le Roi ». Assailli en ce moment par trois vaisseaux, criblé de boulets, L'Invincible ne peut plus riposter ses munitions sont épuisées. « Qu'on charge avec mon argenterie » s'écrie Saint-Georges. Dernière inutile ressource, L'Invincible a sept pieds d'eau dans la cale, sa première batterie est noyée, ses mâts rompus, ses voiles emportées, force lui est de céder au nombre et d'amener les lambeaux de son pavillon.
Un capitaine anglais fait l'éloge du comportement des officiers français : « Je n'ai jamais vu une meilleure conduite que celle du commodore français ; et, pour dire la vérité, tous les officiers de cette nation ont montré un grand courage ; aucun d'eux ne s'est rendu que quand il leur a été absolument impossible de manœuvrer ». L'amiral anglais, impressionné par sa bravoure, et par la belle résistance qui lui avait été opposée, lui offre une montre d'or à répétition. Le roi George II, à son tour, n'est pas moins courtois envers le commandant de L'Invincible. Lorsque le brave Malouin lui est présenté à Kingston, en Jamaïque, il lui exprime toute son admiration pour sa belle conduite dans le combat si inégal du 14 mai, et il lui dit, en présence de toute sa cour, qu'on ne pouvait donner d'assez grands éloges à la bravoure que la marine française avait déployée dans cette journée, ni assez féliciter le roi de France d'avoir des serviteurs tels que lui.

#### Guerre de Sept Ans (1756-1763)
Devenu chef d'escadre des armées navales il est chargé, en 1761, de protéger les îles de France et de Bourbon, avec ce qui restait, dans ces parages, des vaisseaux échappés à la défaite du comte d'Aché[Laquelle ?]. Il arrive à l’Ile de France le 24 juin 1761 pour relever Monsieur de l’Éguille qui avait pris la charge de l’escadre du comte d’Aché après le départ de ce dernier, le 22 décembre 1760.
Le 8 août 1762, il envoie une partie de cette escadre (Le Vengeur, Le Condé et La Fidèle) en croisière dans les eaux indiennes sous les ordres de M. de La Pallière. Dans le courant du même mois, il part lui-même en croisière avec Le Fortuné et quelques autres vaisseaux et force les Anglais, alors vainqueurs dans presque toute l’Inde, à respecter les Mascareignes. Ayant secouru, en 1762, l'imam de Mascate, allié de la France, il remporte une grande victoire sur les Arabes bien qu'il dispose alors de forces bien moins nombreuses[réf. nécessaire].
Il meurt dans la nuit du 23 au 24 janvier 1763, à bord du vaisseau Le Fortuné, étant alors par le « travers de Mosambique ».
Quand Louis XV apprit sa mort : « C'est un vrai malheur pour le royaume ! Je perds en lui un de mes meilleurs officiers » et, par reconnaissance, le monarque assigne à son frère François-Nicolas-Louis Grout de la Grassinais, capitaine général garde-côte de Bretagne, une pension de 1 000 livres, réversible sur ses enfants. Non moins bienfaisant que brave, M. de Saint-Georges, dans son testament, dressé à Paris le 9 janvier 1761, entre autres legs pieux, avait assigné un fonds de 3 000 livres pour l'établissement à perpétuité, dans l'Hôtel-Dieu de Saint-Malo, d'un lit en faveur d'un matelot de ce département, blessé soit au service du roi, soit en course. Il avait fondé en même temps deux grandes messes annuelles de requiem ; l'une pour le repos de son âme et de celle de tous ses parents inhumés dans l'église Saint-Sauveur ; l'autre pour tous les marins tués à ses côtés en 1747, sur le vaisseau L'Invincible.

### Sources et bibliographie
- Abbé François Manet, Biographie des Malouins célèbres, nés depuis le XVe siècle jusqu'à nos jours, chez l'auteur, 1824 (lire en ligne), p. 86 et suivantes
- Prosper Jean Levot, Biographie bretonne : recueil de notices sur tous les Bretons qui se sont fait un nom soit par leurs vertus ou leurs crimes, soit dans les arts, dans les sciences, dans les lettres, dans la magistrature, dans la politique, dans la guerre, etc., depuis le commencement de l'ère chrétienne jusqu'à nos jours, vol. 2, Cauderan, Vannes et Dumoulin, Paris, 1857, 983 p. (lire en ligne), p. 806-810
- Louis Gabriel Michaud, Biographie universelle ancienne et moderne, Paris, Michaud, 1857 (lire en ligne), p. 317-321
- P. Levot, A. Doneaud, Les gloires maritimes de la France. Notices biographiques sur les plus célèbres marins, Arthus Bertrand éditeur, Paris, 1866, p. 469-470 (lire en ligne)
- Nicolas Viton de Saint-Allais (dir.), Nobiliaire universel de France : ou Recueil général des généalogies historiques des maisons nobles de ce royaume, vol. 4, Au bureau du Nobiliaire universel de France, Réimprimé à la Librairie Bachelin-Deflorenne, 1873 (lire en ligne), p. 183-85
- Charles Cunat, Saint-Malo illustré par ses marins : précédé d'une notice historique sur cette ville depuis sa fondation jusqu'à nos jours, Imprimerie de F. Péalat, 1857 (lire en ligne), p. 361-369
- Jean-Claude Castex, Dictionnaire des batailles navales franco-anglaises, Laval (Canada), éditions Presses Université de Laval, 2004 (ISBN 2-7637-8061-X, lire en ligne)
- Guy Le Moing, Les 600 plus grandes batailles navales de l'Histoire, Rennes, Marines Éditions, mai 2011, 620 p. (ISBN 978-2-35743-077-8, OCLC 743277419)
- Georges Lacour-Gayet, La Marine militaire de la France sous le règne de Louis XV, Honoré Champion éditeur, 1902 (lire en ligne)